# Netelia yui
Netelia yui là một loài tò vò trong họ Ichneumonidae.